# NGC 4781
NGC 4781 este o galaxie spirală situată în constelația Fecioara. A fost descoperită în 25 martie 1786 de către William Herschel. Se află la o distanță de 13,18 megaparseci de Pământ.